# Philippe Boiry
Philippe Paulo Alexandre Henry Boiry (Paris, 19 de fevereiro de 1927 – Chourgnac, 5 de janeiro de 2014) foi o pretendente ao trono do não reconhecido Reino de Araucanía e Patagônia. Boiry tornou-se o pretendente, após Antoine III abdicar em seu favor, em 1951.

## A vida
Após a II Guerra Mundial Boiry estava envolvido com relações públicas. Ele fundou a primeira agência de relações públicas na Europa Ocidental e desenvolvido o Europeu de relações públicas da doutrina. Ele ganhou a Académie des Sciences Morales et Politiques prêmio e o companheiro do Palmes Académiques prêmio. Em 1980, Boiry fundada na França da primeira faculdade de comunicação da ciência em Levallois-Perret. Boiry foi o Mapuche representante da ONU comissões sobre a população Indígena. Em 1989, ele visitou Mapuche e Tehuelche pela primeira vez. Boiry disse ter comprado o título. Quando ele visitou a Argentina e o Chile, ele encontrou-se com hostilidade pelos meios de comunicação locais e ombro frio pela maioria das organizações Mapuche. Ele também conheceu Juan Carlos I da Espanha e Balduíno I da Bélgica e tem fotos deles com ele em sua casa em Chourgnac. Boiry rotulado de si mesmo um Republicano, Monárquico", porque ele funciona como o resto do povo francês.

## Vida pessoal
Boiry não era descendente de Orélie-Antoine de Tounens, o fundador do Reino de Araucanía e a Patagônia, como de Tounens não tinha filhos. Boiry foi casada duas vezes, primeiro para Jacqueline-Dominique Marquain e, em seguida, para Elisabeth de Chavigny. Ambos morreram durante o seu casamento para ele. Boiry viveu em Paris, mas manteve uma residência secundária no Chourgnac na casa de Orélie-Antoine de Tounens. Boiry não teve filhos com suas esposas. Boiry usou sua real de títulos em seu passaporte francês depois de uma ordem judicial. Ele ganhou cerca de 30 000 francos (US$ 6 000) por mês, para trabalhar na faculdade. A licença de casamento de seu último casamento é assinado por um príncipe português, um português arcebispo e José Maria de Montells y Galan (comandante da Ordem Civil de Afonso X, o Sábio).
Boiry morreu em 5 de janeiro de 2014 em sua casa "Le Chèze" em Chourgnac d'Ans.